# Kuncze Leó Nándor
Kuncze Leó Nándor, Kuncze Leo Ferdinand (Pozsony, 1840. május 15. – Pannonhalma, 1886. január 24.) szent Benedek-rendi áldozópap és tanár.

## Életútja
1858. szeptember 8-án lépett a rendbe; 1863. május 26-án beesküdött; érettségit tett Győrött 1861-ben és Pannonhalmán végezte a teológiát. 1865. augusztus 2-án miséspappá szenteltetett fel.
1865-tól 1869-ig gimnáziumi tanár volt Pápán, 1869-70-ben Komáromban; 1870-ben tanári vizsgát tett a természetrajzból, német- és magyar nyelvből. 1870-tól 1878-ig könyvtárnok Pannonhalmán, hol 1870-tól 1878-ig a 100 000 kötetből álló rendi könyvtárt teljesen újjárendezte, de gyengélkedvén, kénytelen volt 1878-ban Tihanyba visszavonulni, hol a kisebb apátsági könyvtárt rendezte; a budapesti Ferenc-rendiek és a kis-velencei grófi könyvtárt is ő rendezte. A legszentebb szív Asszonya imatársulat magyar osztályának 1876-ban igazgatója lett és ezen hivatalát 1882-ig viselte.
1885-ben Pannonhalmára tért vissza, hol 1886. január 24-én meghalt.

## Írásai
Cikkei, elbeszélései a pápai római katolikus gimnázium Értesitőjében (1865-69. A pápai algymnasium ifjusági és házi könyvtár, valamint egyéb taneszközök és a muzeum állapotának ismertetése); a Presburger-Zeitung, Monatrosen, Katholik és Sendboten cz. helyi és szaklapokban (1867-68. 1872-73, 1875, vegyes cikkek); a Magyar Gyorsíróban (1870 Tanácsos-e Markovits gyorsirását középtanodáinkban előadni?, 1872. Gondolatok a gyorsirászatról, 1873. A magyar gyorsirás története. 1874. Egy láncszem a gyorsirás történetéből, 1878. Gyorsirászati szószabány elmélet, vagyis Fenyvessy elméletének graphikai szabályozhatósága a felvehető szótengelyek elfogadásával, két cikk); a Magyar Tudományos Akadémia értesítőjében (1871. Egy XVI. századbeli növénytani névtár); az Arch. Értesítőben (1872. Néhány régi könyvtábla); a Petzhold, Neuer Anzeiger für Bibliographie c. folyóiratában (1872. könyvjegyzékek németül); a Győrmegye és városa egyetemes leirásában, szerk. Fehér Ipoly (Győr, 1874. A pannonhalmi könyvtár, műtárgyai, terménygyűjteményei, éremgyűjteménye s képtára); az Irodalmi Értesítőben (1875. Régi magyar munkák ajánló levelei, adalék a könyvészet történelméhez, A pannonhalmi sz. Benedek-rend központi könyvtárában őrzött régi magyar munkák, Czinár Mór könyvtárnoksága); a Komáromban (1875. Az állatvilág alak állandósága, A természet helyes tanulmányozásának alapjai, Az emberiség áldást hozó barátnéja, allagoria, németből, A halál gyűrűje, elb.); a Jelenkorban (1875. Műkezelési elvek a könyvtárnokságban, cikksorozat); a párisi Polybiblionban (1876. La presse periodique en Hongrie); a kalocsai Társulati Értesítőben (1877-78. 15. cikk); a Pápai Lapokban (1877. A pápai sz. Benedek r. algymnasium könyvtárai); a Religióban (1877. Figyelmeztetés a legszentebb szív Asszonyáról czimzett imaegyleti tagokhoz, megjelent a Magyar Államban, Magyar Koronában, Kalocsai Értesítőben és az egri Irodalmi Szemlében is); a Magyar Könyv-Szemlében (1878. A pannonhalmi sz. Benedek rend könyvtárának története és jelen állása); a Zalai Közlönyben (1879. 9-11. sz. A gyorsirászat történelme honunkban 1878-ig).

## Munkái
1. A legszentebb szivnél közbenjáró Asszonyunkról czímzett imaegylet. Győr, 1873 (Chevalier J. franczia és Perzaget M. német ismertetései nyomán. 2. teljesen átdolg. kiadás. Uo. 1877)
2. A pannonhegyi szent Benedek r. könyvtár duplányai Győr-Szent-Mártonban. Uo. 1874
3. Kurze Andeutungen über die Weihmünzensammlung in der Bibliothek des Benedictiner Erzstiftes Martinsberg. Ugyanott, 1874
4. Repertorium zum Monatschrift Natur und Offenbarung I-X. Erster. Band. Uo. 1875, két rész
5. Weihmünzensammlung. 1. Heft. Einleitung. Uo. 1876
6. Az issourdi legszentebb szív Asszonyáról czímzett imaegylet felkarolása és fejlődése hazánkban. Uo. 1877 (előbb a M. Államban, M. Koronában és Religioban)
7. A szent atya püspökké szenteltetésének 50-ik évfordulója mint a legszentebb szív asszonyáról czímzett imaegyletnek is nagy napja. Uo. 1877
8. Tonciffernotation für die Neuklaviatur, vorgeschlagen von Leo Kunze. Uo. 1877
9. Ájtatosságok a legszentebb szivnél közbenjáró Asszonyunk tiszteletére. Uo. 1878 (2. kiadás)
10. Egyházi énekek a legszentebb szivnél közbenjáró Miasszonyunk tiszteletére. Uo. 1878
11. Társulati imakönyv Jézus legszentebb szivénél közbenjáró Miasszonyunk tiszteletére. Uo. 1879 (4. kiadás, 6. kiadás: Társulati kézikönyv cz. Budapest, 1882 és 1892)
12. A Jézus legszentebb Szivénél közbenjáró Miasszonyunk czímű imatársulat havi tudósításai mint első évkönyve. Szent Benedek tizennégyszázados jubileumának emlékére. Veszprém, 1880
13. Systematik der Weihmünzen. Raab, 1885. 1. füzet
14. Sólymos Szilveszter: Kegyérmek Pannonhalmán. Kuncze Leó bencés gyűjtése; Szt. Gellért Kollégium, Pannonhalma, 2002 (Pannonhalmi Szent Gellért Kollégium könyvei)

Kéziratban: A pannonhalmi szent Benedekrend közműveltségre ható irodalmi működése 1064-1876, könyvészeti modorban, ívrét 305 lap; Catalogus bibliothecae residentiae o. s. B. Papensis. a.) Index locorum, b.) auctorum, c.) rerum 1866. 4rét 496 lap; Archi Coenobii o. s. B. de s. M. P. religiosorum, quorum ab incunabulis (1001) hucusque (1875) indutorum superest mentio, series integra e fontibus archivi domestici aliisque authenticis manuscriptis repetita 1875, ívrét; Tabellarische Uebersichten zur Vergleichung aller grammatischen Regeln der slovakischen Sprache 1862; Slovakisch-deutsches Wörterbuch zu Viktorins Schulgrammatik, 8rét, 118 lap 1862; Deutsch-slovakische und slovakisch-deutsche Uebungsbeispiele, 1862, 8rét. A tanuló ifjusághoz intézett intelmek, 1866; Magyar és német vegyes tartalmú egyházi szónoklatok, 1872; A kegyérmekről, 1873; Szent beszédek a legszentebb szív Asszonyáról 1873-74; Stanke bölcsészeti naptára kiegészítve, 1875.